# Neuchâtel
Neuchâtel (franska) (franskt uttal: [nøʃɑtɛl]
 ( lyssna), tyska: Neuenburg) är en stad och kommun i västra Schweiz. Den är huvudort i kantonen Neuchâtel. Kommunen har 44 898 invånare (2023).
Den 1 januari 2021 inkorporerades kommunerna Corcelles-Cormondrèche, Peseux och Valangin in i Neuchâtel.

## Stadsbild

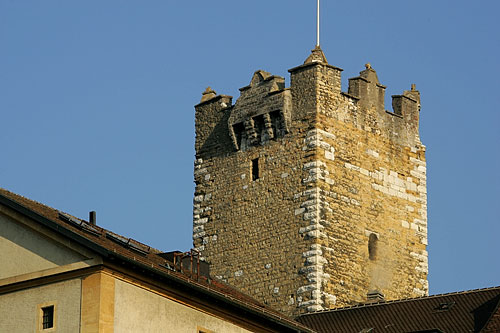
Tour des Prisons från 1200-talet. En rest av den tidiga borgen.

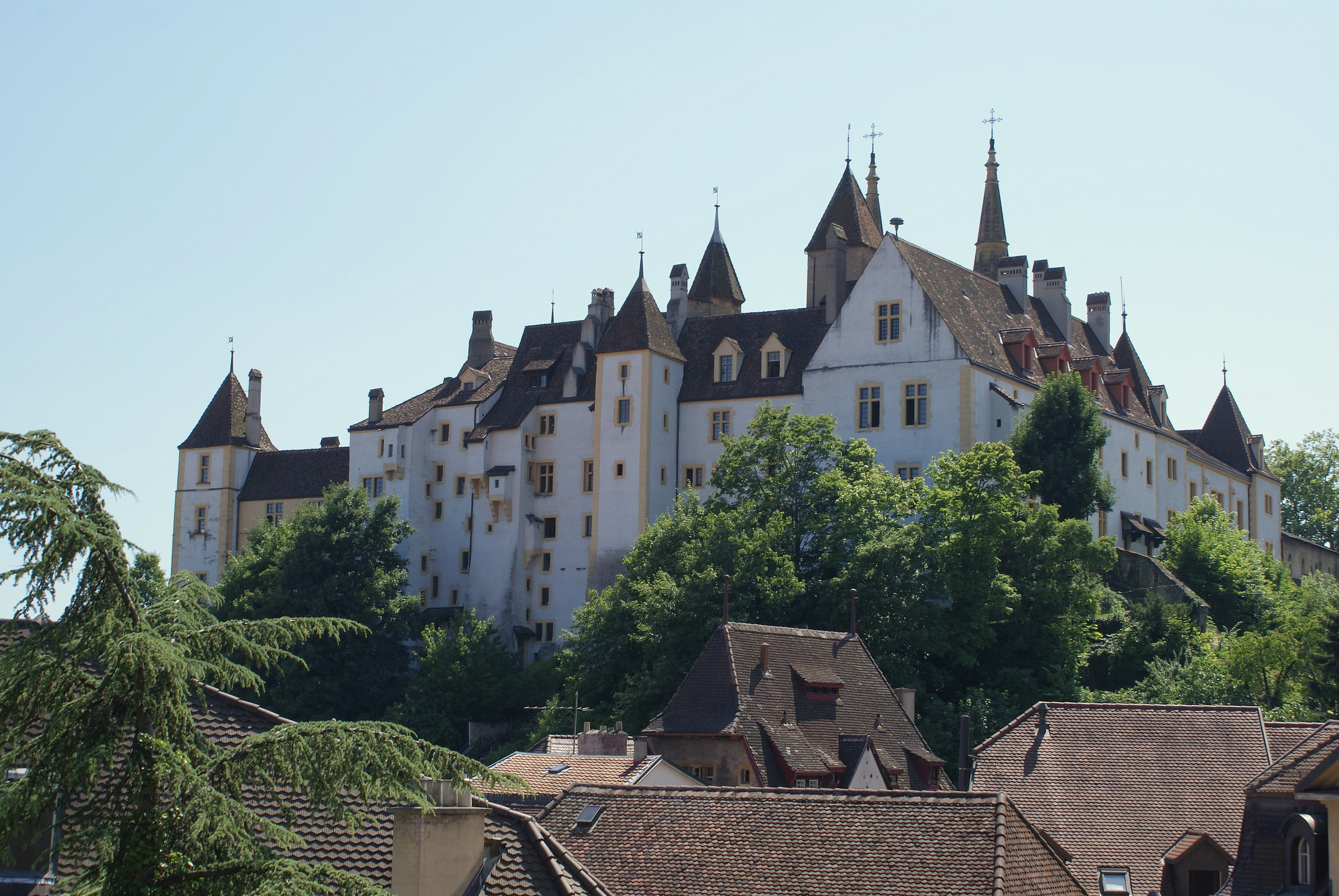
Slottet.

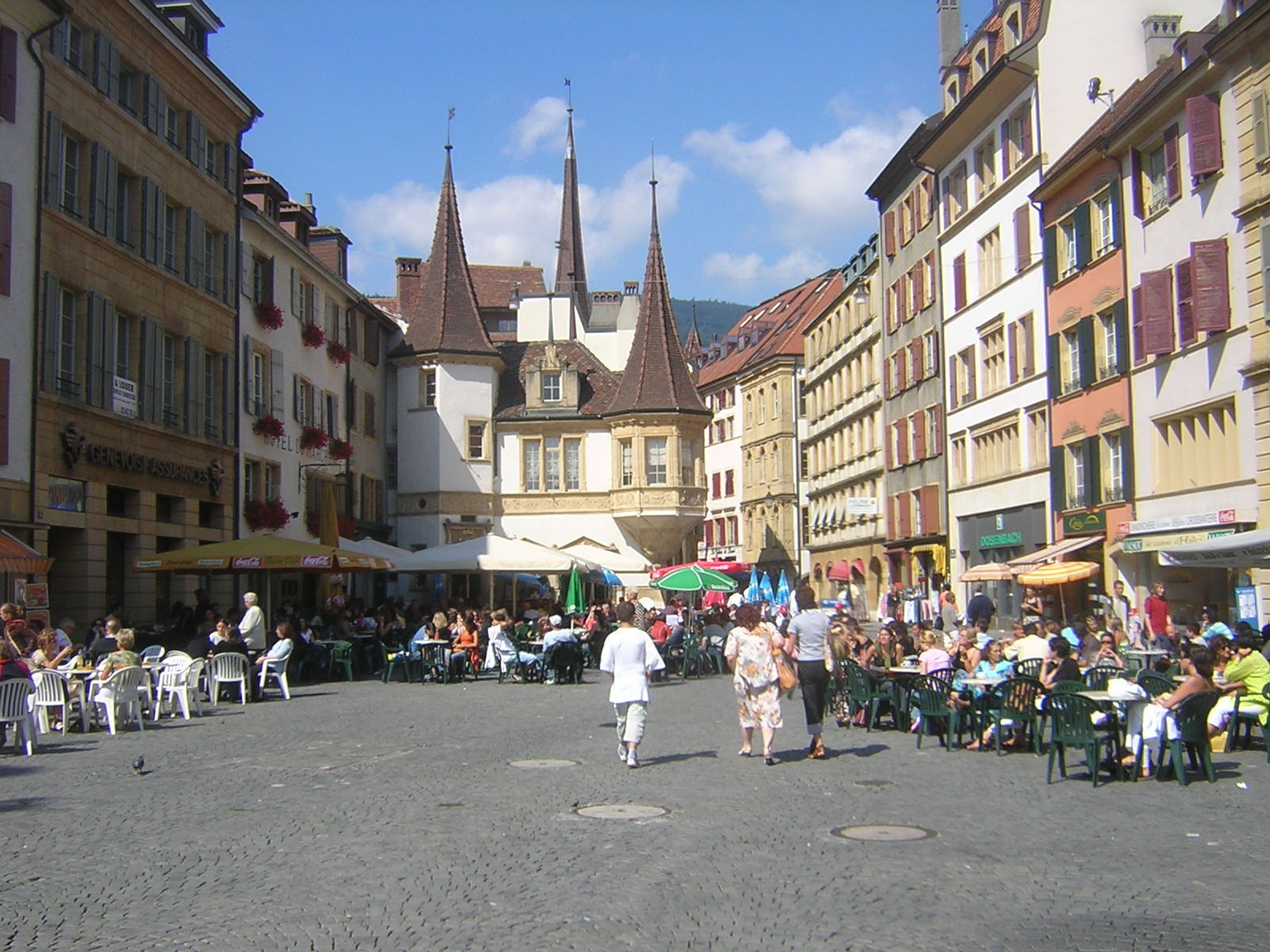
Gamla staden.

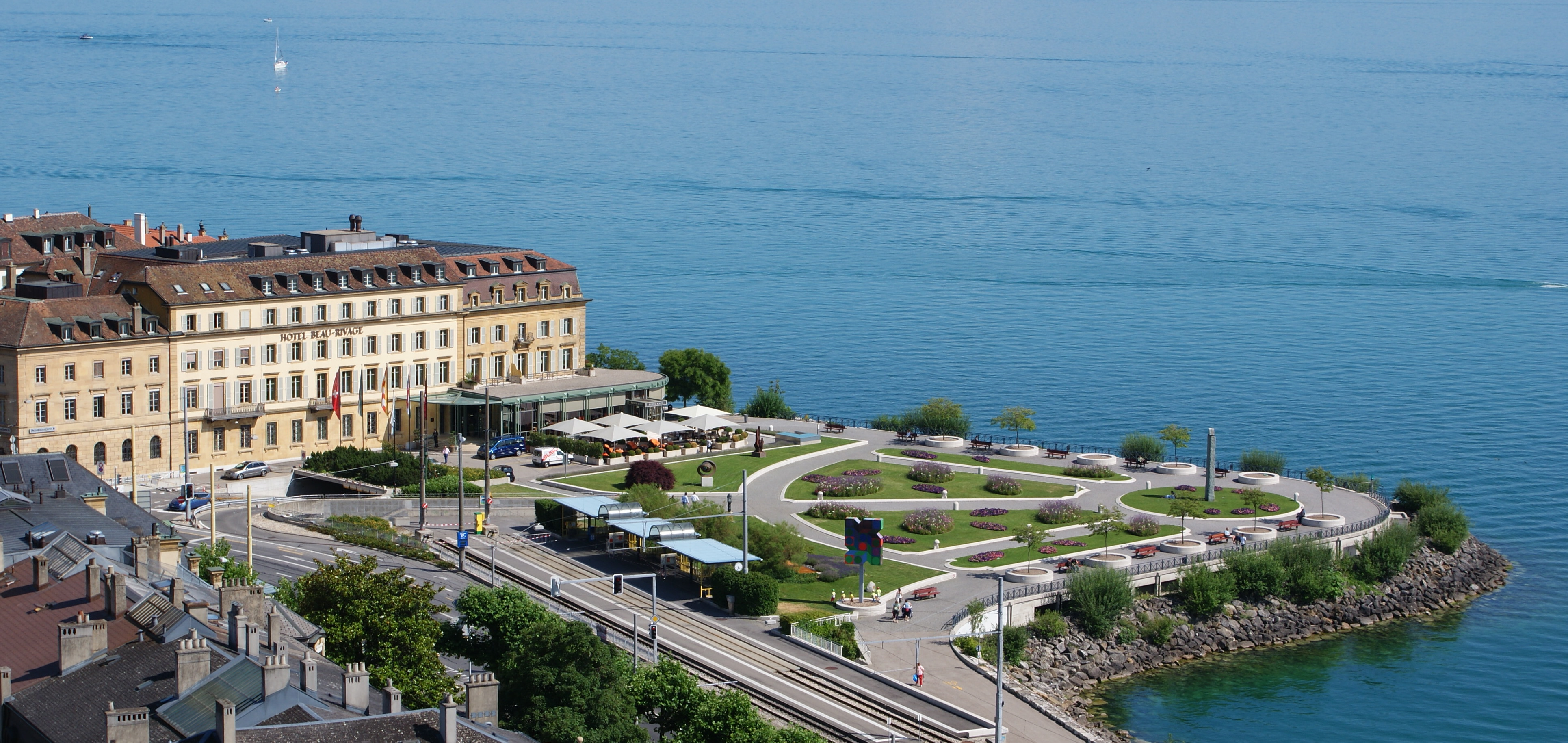
Strandpromenaden.

Staden ligger vid en smal passage mellan Jurasluttningen och Neuchâtelsjön, där floden Seyons ravin, som leder till Val-de-Ruz, öppnar sig mot sjön.
Slottet och katedralen står på en kulle i närheten av sjön. Öster därom ligger den gamla stadsbebyggelsen. Högre upp, på jurasluttningen finns senare hus och järnvägsstationen.
Strandpromenaden längs Neuchâtelsjön erbjuder trevliga parkytor.

## Historia
- År 1011 skänkte Burgunderkungen Rudolf III orten novum castellum (ny borg) till sin förlovade Irmingard. Nuvarande Tour des Prisons och Tour de Diesse är tillbyggnader av den tidiga borganläggningen.
- Den tysk-romerske kejsaren Konrad II antas ha förlänat borgen till en friherre Ulrik (I) av Fenis år 1034.[4] Säkert är att två bröder, Mangold och Rudolf styrde på 1140-talet. Deras ättlingar, huset av Neuchâtel och dess grenar, innehade herraväldet under medeltiden.
- År 1214 fick staden rättigheter liknade dem som Besancon hade. Staden växte med Rue des Moulins och senare Chavannes och rue de l'Hopital.
- Grevarna av Neuchâtel tecknade tidigt borgrättsavtal med Fribourg (1290), Biel (1295) och Bern (1308).
- På 1300-talet började stadens nuvarande borg byggas, nordost om den gamla borgen. En enkel ringmur anläggs runt den lilla staden, som år 1350 hade cirka 1 100 invånare.
- Staden själv träffade borgrättsavtal med Bern 1406.
- År 1503 dog Philippe de Hochberg. Hans dotter Jeanne de Hochberg gifte sig med Ludvig I av Orléans. Därmed övergick herrskapet över Neuchâtel till huset Orléans-Longueville och staden kom under Frankrikes inflytande.
- Genom påverkan av Guillaume Farel och efter en omröstning den 4 november 1530 reformerades staden.
- När Marie de Nemours avlidit 1707 eftersträvades en protestantisk furste och Fredrik I av Preussen valdes. Bortsett från napoleontiden förblev furstevärdigheten hos släkten Hohenzollern till 1848.
- På 1730-talet inrättades ett lärosäte för filosofi och matematik; detta stängdes 1848 men återinrättades 1866 och upphöjdes 1909 till universitet Université de Neuchâtel.

## Näringar
Under senare delen av 1900-talet skedde en kraftig strukturomvandling där flera större industriföretag lades ner. Istället har staden, med betydande forskningsinstitut, blivit ett centrum för elektronik, mikroteknik och urmakeri. Här finns också universitet, sjukhus, kantonsförvaltning och det schweiziska statistikkontoret (BFS/OFS).

## Kommunikationer
Neuchâtel har direkta fjärrtågsförbindelser till Lausanne, Genève, Paris, La Chaux-de-Fonds, Basel, Zürich och Bern.
Motorvägen A5 Yverdon-Neuchâtel-Le Landeron går i en tunnel under staden. Från Serrières leder en kantonal motorväg till La Chaux-de-Fonds.
Det finns passagerarbåtstrafik på Neuchâtelsjön.